# Liste der Kulturdenkmäler in Mörschied
In der Liste der Kulturdenkmäler in Mörschied sind alle Kulturdenkmäler der rheinland-pfälzischen Ortsgemeinde Mörschied aufgeführt. Grundlage ist die Denkmalliste des Landes Rheinland-Pfalz (Stand: 12. Juni 2023).

## Einzeldenkmäler
| Bezeichnung              | Lage                                     | Baujahr                            | Beschreibung                                                                                              | Bild            |
| ------------------------ | ---------------------------------------- | ---------------------------------- | --- | --------------- |
| Evangelische Pfarrkirche | Äckerchen Lage                           | 1731–46                            | Saalbau mit Dachreiter, 1731–46; mit Ausstattung, u. a. Orgel, Firma G. Stumm, 1895; zwei Grabplatten     | BW              |
| Quereinhaus              | Herrsteiner Straße 11 Lage               | 19. Jahrhundert                    | stattliches Fachwerk-Quereinhaus, teilweise massiv, teilweise verschiefert, Krüppelwalm, 19. Jahrhundert  | BW              |
| Quereinhaus              | Herrsteiner Straße 21 Lage               | 1830                               | Quereinhaus, teilweise Fachwerk (verputzt), Fachwerkgalerie, bezeichnet 1830, Ausbau 1860                 | BW              |
| Schleiferei Biehl        | nordwestlich des Ortes am Fischbach Lage | zweite Hälfte des 19. Jahrhunderts | Schleiferei Biehl, zweite Hälfte des 19. Jahrhunderts, mit technischer Ausstattung                        | Fotos hochladen |
| Hahnenmühle              | südöstlich des Ortes am Fischbach Lage   | 1907                               | stattliches Mühlen- und Bauernhaus, bezeichnet 1907; bauzeitliche Mühleneinrichtung, Backhaus, Bergkeller | BW              |